# Asteriidae
Asteriidae (Gray, 1840) è una famiglia di stelle marine.

## Generi
- Ampheraster Fisher, 1923
- Anteliaster Fisher, 1923
- Aphanasterias
- Asterias Linnaeus, 1758
- Astrometis Fisher, 1923
- Coronaster Perrier, 1885
- Coscinasterias
- Evasterias Verrill, 1914
- Leptasterias Verrill, 1866
- Lethasterias Fisher, 1923
- Marthasterias
- Orthasterias Verrill, 1914
- Pedicellaster Sars, 1861
- Pisaster Müller et Troschel, 1840
- Pycnopodia Stimpson, 1862
- Rathbunaster Fisher, 1906
- Sclerasterias Perrier, 1891
- Stenasterias
- Stephanasterias Verrill, 1871
- Stichastrella
- Stylasterias Verrill, 1914
- Tarsaster Sladen, 1889
- Urasterias